# Skottlanda
Skottlanda är en småort i Rudskoga socken i  Kristinehamns kommun.